# مهدی صالح‌کرمانی
مهدی صالح‌کرمانی برنده سیمرغ بلورین بهترین صدابرداری جشنواره فیلم فجر از سی و هشتمین دوره جشنواره فیلم فجر برای فیلم شنای پروانه شد.

## جوایز و نامزدی‌ها
| سال  | جایزه                             | دسته             | اثر نامزد شده    | نتیجه    | منبع  |
| ---- | --------------------------------- | ---------------- | ---------------- | -------- | ----- |
| ۱۳۹۸ | سی و هشتمین جشنواره فیلم فجر      | بهترین صدابرداری | شنای پروانه      | برنده    | [ ۲ ] |
| ۱۳۹۲ | سی و هفتمین دوره جشنواره فیلم فجر | بهترین صدابرداری | چند متر مکعب عشق | نامزدشده | [ ۳ ] |